# Fullquote
Fullquote (wörtlich übersetzt aus dem Englischen: „Vollzitat“) bezeichnet eine Antwort auf eine elektronische Nachricht, die selbst die komplette ursprüngliche Nachricht beinhaltet.
Fullquotes werden in verschiedenen Bereichen netzbasierter Kommunikation als schlechter Zitatstil gewertet, speziell bei komplexen Diskussionen zwischen einer Vielzahl von Benutzern wie etwa im Usenet, auf Mailinglisten und in E-Mails oder in Webforen. Im E-Mail-Dialogen sind sie hingegen durchaus üblich und werden in Office-Programmen beim Antworten automatisch angelegt.
Wird die Antwort oberhalb des vollständig zitierten Originaltextes eingefügt, spricht man von TOFU (Text oben, Fullquote unten).